# Büyükada

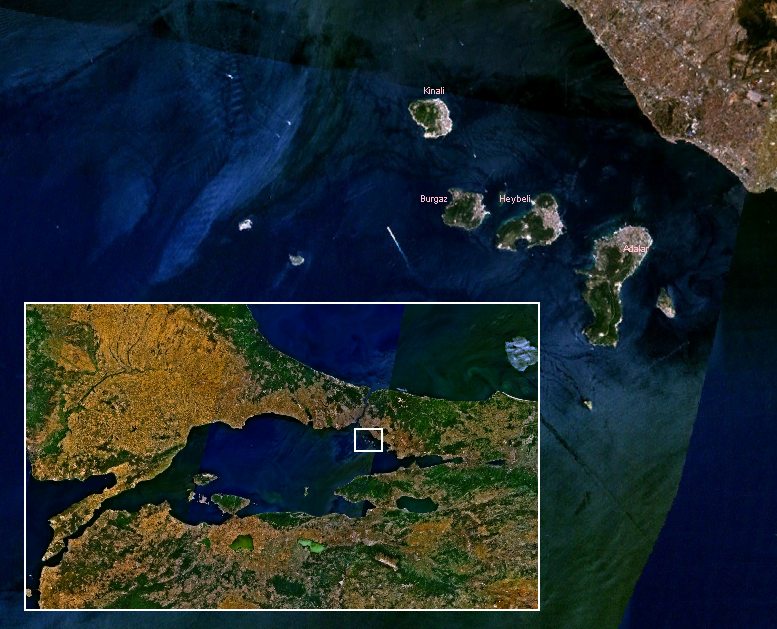
Imagen de satélite de las islas Príncipe. Büyükada es la más grande, a la derecha.

Büyükada  o Prinkipos (en griego: Πρίγκηπος, Prinkipo, Príncipe) es la más grande de las nueve islas de los Príncipes del mar de Mármara, posee una superficie de 5 km². Oficialmente, es un barrio del distrito de Adalar de Estambul, Turquía.

## Historia
Las emperatrices bizantinas Irene, Eufrósine, Teófano Anastaso, Zoe y Ana Dalasena se exiliaron en un convento de Büyükada.
Por otro lado, la artista Fahrelnissa Zeid nació en la isla.
Existen varios edificios históricos en Büyükada, como la iglesia y el monasterio de Ayia Yorgi, del siglo VI, la iglesia de Ayios Dimitrios y la mezquita de Hamidiye, construida por Abdul Hamid II.
Büyükada cuenta con dos montes. El más cercano al puerto de trasbordadores, İsa Tepesi (Monte Jesús en turco, antigua Hristos en griego), está coronado por el antiguo orfanato griego, un inmenso edificio de madera que se encontraba abandonado y ahora está devuelto por las autoridades turcas a la Iglesia ortodoxa de Constantinopla según la decisión del Tribunal de Estrasburgo.
En el valle entre las dos colinas se encuentra la iglesia y el monasterio de Ayios Nikolaos y un antiguo parque de atracciones llamado Luna Park. Desde este punto, se asciende hasta Ayia Yorgi.
Al igual que en las otras islas, están prohibidos los vehículos motorizados (a excepción de los de servicio), por lo que los visitantes pueden desplazarse a pie, en bicicleta, en coches de caballos o en burro.

## Casa de León Trotski

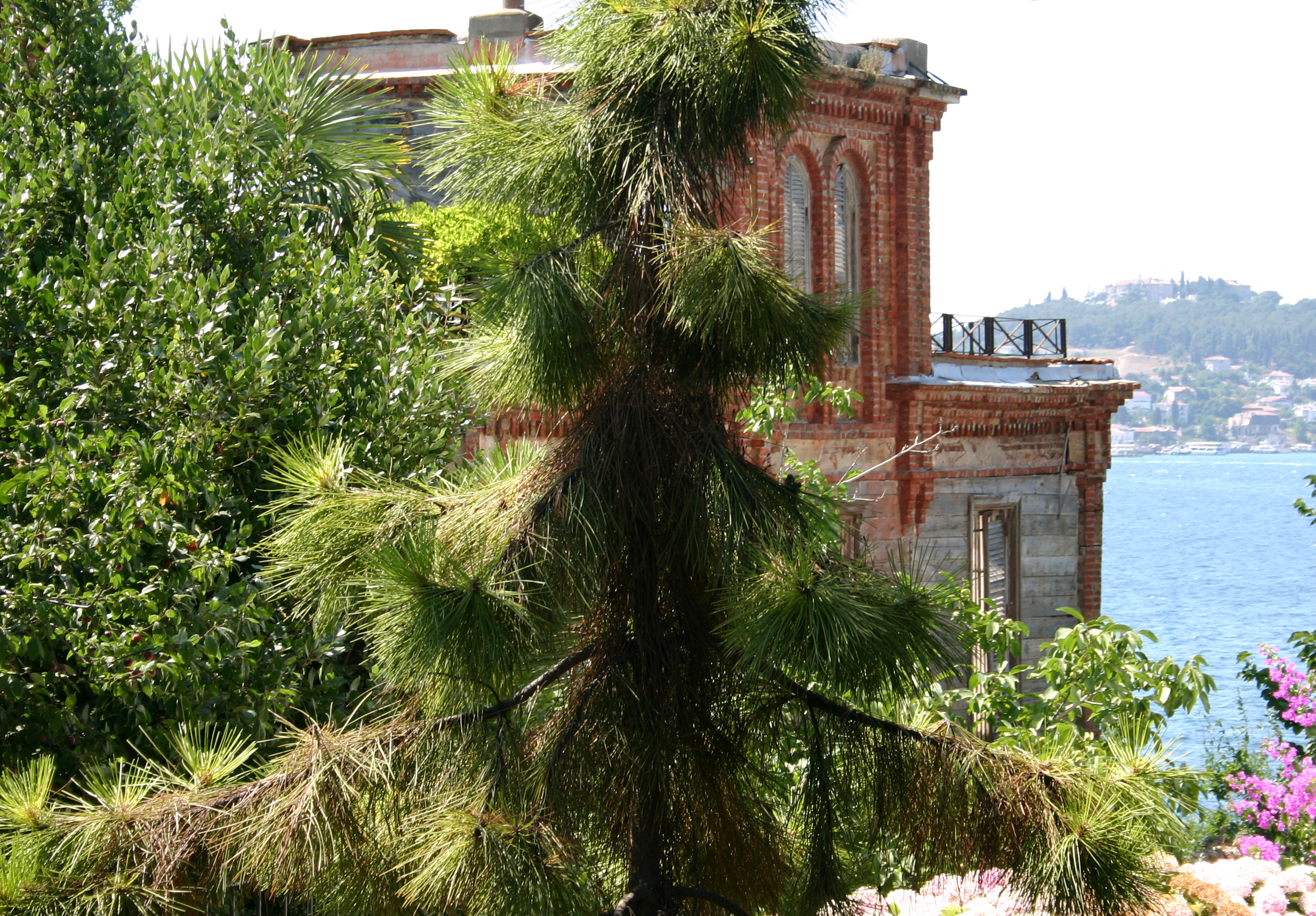
Casa en la que vivió León Trotski (1929-1933), en la actualidad.

Aquí se encuentra la casa de León Trotski, donde el ideólogo fue exiliado ya que estaba amenazado de muerte por Stalin.